# Ibrahim Jaaber
Ibrahim "Ibby" Jaaber (Brooklyn, Nueva York, 3 de febrero de 1984) es un exjugador de baloncesto estadounidense con pasaporte búlgaro que jugó seis años como profesional en Europa y en Irán. Con 1,88 metros de estatura, lo hacía en la posición de base.

## Trayectoria deportiva

### Universidad
Jugó cuatro temporadas con los Quakers de la Universidad de Pensilvania, en las que promedió 13,3 puntos, 3,8 rebotes, 2,8 asistencias y 2,7 robos de balón por partido. En 2005 fue incluido en el segundo mejor quinteto de la Ivy League, mientras que en 2006 y 2007 lo fue en el primero, siendo además elegido en ambas temporadas como Jugador del Año de la conferencia. En su último año logró además el Trofeo Robert V. Geasey que se otorga al mejor jugador de la denominada Philadelphia Big 5, una asociación informal de programas deportivos universitarios en Filadelfia (Pensilvania). Acabó con el récord de la historia de la Ivy League de balones robados, con 303.

### Profesional
Tras no ser elegido en el Draft de la NBA de 2007, disputó las Ligas de Verano de la NBA con los Detroit Pistons, promediando en cuatro partidos 5,2 puntos y 3,0 asistencias. Firmó posteriormente su primer contrato profesional con el Egaleo B.C. griego, con el que disputó 15 partidos en los que promedió 22,4 puntos y 4,3 rebotes, hasta que en febrero de 2008 fichó por la Lottomatica Roma, donde acabó la temporada primediando 7,8 puntos y 2,8 rebotes por partido.
Jugó dos temporadas más en el equipo de la capital italiana, mejorando sus números en su segundo año hasta los 14,9 puntos y 3,4 rebotes por partido, quedándose en 13,1 y 3,5 en la temporada 2009-10. En agosto de 2010 fichó por el Pallacanestro Olimpia Milano, donde jugó una temporada en la que promedió 11,7 puntos y 3,3 rebotes por partido.
En octubre de 2012 fichó por el Žalgiris Kaunas de la liga de Lituania. Allí disputó 27 partidos entre Liga, Euroleague y VTB United League, promediando en total 6,2 puntos y 2,0 rebotes. Pero en enero de 2013 decidió dejar el club alegando motivos religiosos, ya que estaba molesto por la publicidad de las camisetas de juego y las de las animadoras, asegurando que nunca volvería a jugar en Europa. El club quiso interponer una demanda, pero Jaaber se adelantó devolviendo todo el dinero ganado hasta entonces en el equipo lituano.
Pocos días después fichó por el Petrochimi Iman Harbour BC de la Superliga de Irán, donde acabó su carrera promediando 15,3 puntos y 7,0 rebotes por partido.

### Selección nacional
Nacionalizado búlgaro, compitió con su selección nacional en la clasificación para el Eurobasket 2009, promediando 16,0 puntos, 5,1 rebotes y 3,5 asistencias en los ocho partidos que disputó, aunque finalmente no acudió a la cimpetición para la que se clasificaron y que se celebró en Polonia debido a su condición de musulmán, ya que conicidía con el Ramadán.